# Fairmile C
Le unità delle classi Fairmile C furono una classe di motocannoniere progettate da Norman Hart della Fairmile Marine per la Royal Navy realizzate in ventiquattro unità costruite nel 1941 ricevendo le designazioni MGB 312–335.

## Progetto
Le Fairmile C, vennero sviluppate sullo scafo delle Fairmile A, riutilizzandone la forma dello scafo con alcuni miglioramenti progettuale. l'armamento originale principale era costituito da un cannone da 40 mm MK IIC e da un cannone da 40 mm MK XIV, sostituiti con la versione binata degli stessi cannoni mentre  quattro mitragliatrici da 12,7 mm e quattro mitragliatrici da 7,7 mm costituivano la difesa antiaerea di punto, sostituite da tre pezzi 20 mm Oerlikon sia in versione singole sia in versione binata; completavano l'armamento quattro cariche di profondità.

## Servizio
Cinque barche delle ventiquattro costruite furono perse per l'azione nemica.
Le unità del tipo Fairmale C vennero principalmente coinvolte nella scorta ravvicinata ai convogli della costa orientale con alcune unità impegnate in operazioni segrete. La MGB 314 ha preso parte all'Operazione Chariot, avvenuta il 28 marzo 1942, con l'attacco condotto dal cacciatorpediniere inglese HMS Campbeltown, appoggiato da reparti di commando a bordo di 26 motolance, allo scopo di rendere inutilizzabile il bacino di carenaggio del porto francese di Saint-Nazaire, l'unico sulla costa atlantica in mano ai tedeschi che avrebbe potuto ospitare una grande nave da battaglia in particolare la corazzata Tirpitz e le corazzate di classe Bismarck.